# Типизация на данните
При езиците за програмиране типизацията на данните е набор от синтактични правила, които присвояват свойство, наречено тип, към различни конструкции като например променливи, изрази, функции или модули, от които се състои една компютърна програма. Този тип често представлява приблизително описание на възможните стойности, които конструкциите могат да съхраняват или да изчисляват, или съобщенията (извикването на функция), на които те ще отговарят. Типизацията на данните позволява да се предотвратят някои погрешни поведения в програмата като например изпълнението на конкретно действие за стойности, които не принадлежат към съответния тип, и също позволява различни видове оптимизации.